# Marasquin
Le  marasquin, ou maraschino, marrasquino, maraskino, est une liqueur incolore dont l'aromatisation est obtenue principalement par l'emploi du distillat de marasques ou du produit de la macération de cerises dans de l'alcool éthylique d'origine agricole.
Cette liqueur est produite historiquement dans les zones de Zadar en Dalmatie (Croatie), de Torreglia près de Padoue et dans le Frioul (Italie). Traditionnellement, la bouteille se présente enveloppée d'un étui de paille et titre au minimum 24° d’alcool.

## Histoire

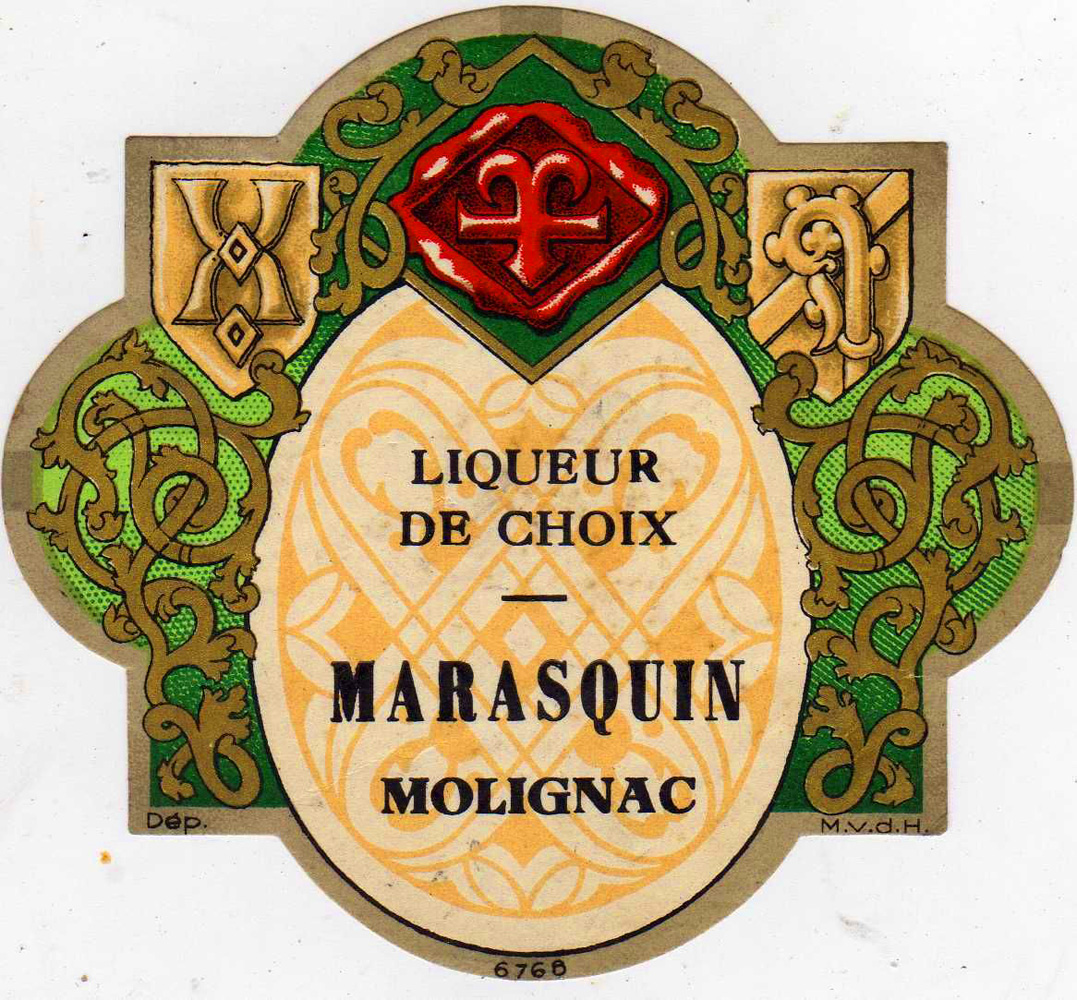
Étiquette de marasquin du milieu du XIXe siècle.

La recette originale de cette liqueur fut créée par les apothicaires dominicains du monastère de Zara en actuelle Croatie (anciennement région Italienne de la Dalmatie)  au début du XVIe siècle. Elle portait alors le nom de « Rosolj », ce que l'on peut traduire par « rosée du soleil ». Elle prit plus tard le nom de « Maraschino » du fait de sa fabrication à partir de la marasque, cerise dalmate, variété de griotte acide, ainsi que des feuilles de ses jeunes branches.
La première distillerie industrielle fut créée en 1759 par Francesco Drioli à Zara (l'actuelle Zadar) dans cette ville située au nord de la Dalmatie, dans la république de Croatie.
En 1821, Girolamo Luxardo, consul du royaume de Sardaigne dans cette ville située au nord de la Dalmatie, dans la république de Croatie, ouvrit une distillerie. La distillerie Luxardo devint rapidement la plus grande et la plus célèbre de la région. 
Lors des bombardements anglo-américains de 1943 et 1944, la distillerie fut presque complètement détruite. En 1945, après la victoire des partisans de Tito, beaucoup de notables d'origine italienne furent éliminés et la population italienne subit une véritable épuration technique qui aboutit a un exode forcé de familles vivant pourtant sur ces terres depuis des siècles. Piero et Nicolò Luxardo ainsi que sa femme Bianca furent tués a cette occasion. L'entreprise traditionnelle semblait alors sur le point de disparaître, même si les nouvelles autorités yougoslaves tentèrent de reprendre l'activité, sans grand succès. En 1947, Giorgio Luxardo, unique survivant ayant réussi a fuir avec les précieuses recettes, décida de prendre un nouveau départ dans la province de Padoue (Vénétie) et l'entreprise familiale put renaître de ses cendres, désormais transférée à Torreglia.
La société Luxardo possède des pépinières  où sont cultivées plus de 22 000 cerisiers de la variété Marasca Luxardo.
Le marasquin fut apprécié par l'empereur Napoléon qui le consommait essentiellement après son dîner. D'autres souverains, tels que les rois de France Louis XVIII et Charles X, Louis-Philippe, ainsi que Nicolas Ier, empereur de Russie aimaient le consommer. Le roi d'Angleterre Georges IV envoya la flotte à Zadar pour s'approvisionner en marasquin destiné à la Cour royale et aux gouverneurs de Malte et de Corfou. En 1871, à la demande de la reine Victoria, une cargaison de marasquin fut embarquée à bord de vaisseaux de la flotte britannique dans le port de Zadar. En 1887, le prince de Galles, futur roi sous le nom de Georges V, visita la distillerie Luxardo de Zadar et commanda, à cette occasion, une grande quantité de marasquin.

## Cocktails
Le marasquin est utilisé dans la fabrication de nombreux cocktails. Les célèbres cocktails « Hemingway Special », appelé aussi « Papa Doble », et « Daïquiri Floridita » en contiennent.